# پدرام شریفی

پدرام شریفی (زادهٔ ۱۱ مرداد ۱۳۶۶) بازیگر سینما ایرانی است. او فوق دیپلم عمران است و فعالیت خود در بازیگری را با تئاتر شروع کرده است.
شریفی با فیلم ماهی و گربه به کارگردانی شهرام مکری به سینمای ایران معرفی شد و بازی در فیلم متولد ۶۵ به کارگردانی مجید توکلی باعث شناخته‌شدن بیشتر وی شد.

## فیلم‌شناسی

### سینما
| سال  | نام                | کارگردان         |
| ---- | ------------------ | ---------------- |
| ۱۴۰۰ | آخرین تولد         | نوید محمودی      |
| ۱۳۹۹ | بی‌همه‌چیز           | محسن قرائی       |
| ۱۳۹۸ | شیرجه بزرگ         | کریم لک‌زاده      |
| ۱۳۹۸ | بی‌صدا حلزون        | بهرنگ دزفولی‌زاده |
| ۱۳۹۷ | شبی که ماه کامل شد | نرگس آبیار       |
| ۱۳۹۶ | سال دوم دانشکده من | رسول صدرعاملی    |
| ۱۳۹۶ | کار کثیف           | خسرو معصومی      |
| ۱۳۹۶ | شاید عشق نبود      | سعید ابراهیمی‌فر  |
| ۱۳۹۵ | هجوم               | شهرام مکری       |
| ۱۳۹۴ | سایه               | مسعود نوابی      |
| ۱۳۹۴ | سیانور             | بهروز شعیبی      |
| ۱۳۹۴ | متولد ۶۵           | مجید توکلی       |
| ۱۳۹۴ | بادیگارد           | ابراهیم حاتمی‌کیا |
| ۱۳۹۲ | ماهی و گربه        | شهرام مکری       |

### تلویزیون
| سال       | نام          | کارگردان       | شبکه   |
| --------- | ------------ | -------------- | ------ |
| ۱۳۹۹      | سرباز        | هادی مقدم دوست | شبکه ۳ |
| ۱۳۹۵      | گشت ویژه     | مهدی رحمانی    | شبکه ۱ |
| ۱۳۸۷–۱۳۹۶ | سرزمین مادری | کمال تبریزی    | شبکه ۳ |

### نمایش خانگی
| سال  | نام                | کارگردان        |
| ---- | ------------------ | --------------- |
| ۱۴۰۴ | کنکل               | رامتین لوافی‌پور |
| ۱۴۰۳ | در انتهای شب       | آیدا پناهنده    |
| ۱۳۹۹ | می‌خواهم زنده بمانم | شهرام شاه‌حسینی  |
| ۱۳۹۸ | هم‌گناه             | مصطفی کیایی     |

### تئاتر
- سفر زمستانی و یک داستان بی ربط اثر سما موسوی
- بانوی دریایی اثر اشکان جنابی
- تقدیر بازان اثر سیما تیرانداز
- بله و نه اثر مهتاب کلانتری
- داستان زمستان اثر مهدی کوشکی
- ماه در آب اثر محمد یعقوبی
- فهرست اثر رضا ثروتی
- به خاطر یک مشت روبل اثر حسن معجونی
- ولپن اثر مهدی کوشکی